# VfV Hildesheim
VfV Hildesheim is een sportvereniging uit Hildesheim in de Duitse deelstaat Nedersaksen. De club is actief in onder andere American Football, atletiek, badminton, handbal, hockey, kegelen, tennis, turnen, volleybal, wielersport en zwemmen. Voorheen was er ook een voetbalafdeling, maar deze fusioneerde in 2003 met SV Borussia 06 Hildesheim en werd zo VfV Borussia 06 Hildesheim.

## Geschiedenis
Op 22 september 1945 verenigden zich 18 sportclubs tot één grote sportclub, VfV Hildesheim: Arbeiter Turn- und Sportverein "Vorwärts" von 1895, Freie Turnerschaft Moritzberg von 1904, Fußballverein "Britania" von 1904, Fußballclub "Preußen" von 1907 (later "Hildesheim 07"), Freie Schwimmer von 1913, Freie Sportliche Vereinigung von 1918, Verein für Rasenspiele von 1920, Hildesheimer Sportverein von 1927, Turnklub von 1930, Radsportverein "Hildesia" von 1932, Sportverein "Jungborn", Radfahrverein "Fahr Wohl" (1925*1), Radfahrverein "Schwalbe" (1925*1), Freie Kegler (1926*1), Kraftsportverein "Frisch Auf" (1926*1), Boxfreunde (1927*1), Arbeiter-Kegler Ortsgruppe Hildesheim (1927*1), Kanuklub "Möwe" (1928*1).

### Voetbal

#### VfB Hildesheim
In 1904 werd door Engelse arbeiders de club FV Britania opgericht. In 1907 werd de naam gewijzigd in SV Hohenzollern, ter ere van de keizerlijke familie. In 1910 promoveerde de club naar de hoogste klasse van Hannover en was de eerste club van buiten Hannover die in de hoogste klasse speelde. De club speelde enkele seizoenen in de middenmoot. In 1913/14 was deze competitie de tweede klasse omdat de Noord-Duitse voetbalbond een grote competitie opzette voor Noord-Duitsland. Door het uitbreken van de Eerste Wereldoorlog werd deze competitie meteen afgevoerd. Tijdens de oorlog speelde de club niet in de hoogste klasse. Na de oorlog werd de naam VfB Hildesheim aangenomen. In 1922 fusioneerde de club met HSV 07 en werd zo SpVgg 07 Hildesheim.

#### HSV 07
FC Preußen werd in 1907 opgericht als FC Discordia, maar door onenigheden over de naam werd deze naam al snel gewijzigd in FC Preußen 07. In 1919 fusioneerde de club met SV Jungborn en nam de naam HSV 07 aan. In 1922 fusioneerde de club met VfB om zo SpVgg 07 te worden.

#### SpVgg 07
De fusieclub startte meteen in de hoogste klasse van Zuid-Hannover-Braunschweig. In 1923/24 werd de club vicekampioen in groep II achter Eintracht Braunschweig. De volgende seizoenen kon een degradatie echter maar net vermeden worden. Door competitiehervorming werden de twee reeksen van de competitie samengevoegd in 1929 en hiervoor kwalificeerde de club zich niet. Hierna slaagde de club er niet meer in te promoveren.
In 1937 fusioneerde de club met VfR 1920 Hildesheim. VfR maakte in 1928 kans op promotie, maar speelde nooit op het hoogste niveau. De nieuwe naam voor de club werd Hildesheimer SV 07.

#### Hildesheimer SV 07
In 1939 promoveerde fusieclub naar de hoogste klasse van de Gauliga Niedersachsen. Na twee seizoenen moet de club opnieuw een stap terugzetten. In 1942 moest de club onder dwang fusioneren met Wasserfreunde von 1913 en Turnklub von 1930 en nam de naam TuSS Hildesheim 07 aan.

#### TuSS Hildesheim 07
De Gauliga werd door de perikelen in de Tweede Wereldoorlog verder opgedeeld en de club ging spelen in de Gauliga Südhannover-Braunschweig. Na een vierde plaats in het eerste seizoen ging de club voor het volgende seizoen een oorlogsfusie aan met RSV 06 Hildesheim en trad aan onder de naam KSG RSV 06/Hildesheim 07. Het laatste seizoen werd niet meer voltooid.

#### VfV Hildesheim
In 1945 fusioneerden een aantal clubs uit de stad om zo het nieuwe VfV Hildesheim te vormen. Na een aantal jaar in de Amateurliga te spelen promoveerde de club in 1958 naar de Oberliga Nord, een van de vijf hoogste klassen van West-Duitsland. Na een moeizame start ging het de volgende seizoenen beter en in 1961/62 deed de club het uitstekend. Pas op de zevende speeldag moest de club voor het eerst een punt afgeven. Op 5 november 1961 speelde de club tegen de ongeslagen leider Hamburger SV. In het stadion was plaats voor 18.000 toeschouwers, maar er baanden zich uiteindelijk 26.000 toeschouwers een weg naar binnen. VfV won met 3-0 tegen de verdedigende landskampioen. De volgende maanden streed de club samen met Werder Bremen om de tweede plaats en een ticket naar de eindronde om de landstitel. Uiteindelijk werd de club derde in de stand. VfV had dat seizoen de beste thuisreputatie. Door deze uitstekende plaats kwalificeerde de club zich voor de International Football Cup (later Intertoto). In een groep met Pécsi Dózsa FC, Blauw-Wit Amsterdam en FK Velež Mostar werd de club laatste. Het volgende seizoen werd de club achtste en plaatste zich hierdoor niet voor de nieuwe Bundesliga.
VfV belandde in de nieuwe Regionalliga Nord en speelde daar tot 1967. Hierna verdween de club langzaam naar lagere reeksen. Om financiële risico's te vermijden trad de voetbalafdeling uit de sportclub onder de naam VfV Hildesheim FC en fusioneerde in 2003 met Borussia 06 Hildesheim.

##### Overzicht seizoenen VfV
| - 1963-64 (II) Regionalliga Noord 13de - 1964-65 (II) Regionalliga Noord 15de - 1965-66 (II) Regionalliga Noord 15de - 1966-67 (II) Regionalliga Noord 16de - 1967-68 (III) Amateurliga Niedersachsen 2de - 1968-69 (III) Amateurliga Niedersachsen 16de - 1969-70 (III) Amateurliga Niedersachsen 15de - 1970-71 (III) Amateurliga Niedersachsen 15de - 1971-72 (IV) Verbandsliga Niedersachsen-S 14de - 1972-73 (IV) Verbandsliga Niedersachsen-S 10de - 1973-74 (IV) Verbandsliga Niedersachsen-S 4de - 1979-87 (V) Landesliga - 1987-88 (IV) Verbandsliga Niedersachsen 12de - 1988-89 (IV) Verbandsliga Niedersachsen 11de | - 1989-90 (IV) Verbandsliga Niedersachsen 10de - 1990-91 (IV) Verbandsliga Niedersachsen 14de - 1991-92 (IV) Verbandsliga Niedersachsen 11de - 1992-93 (IV) Verbandsliga Niedersachsen 12de - 1993-94 (IV) Verbandsliga Niedersachsen 16de - 1994-95 (V) Verbandsliga Niedersachsen-W 2de - 1995-96 (V) Verbandsliga Niedersachsen-W 10de - 1996-97 (V) Verbandsliga Niedersachsen-W 3de - 1997-98 (V) Verbandsliga Niedersachsen-W 3de - 1998-99 (V) Verbandsliga Niedersachsen-W 3de - 1999-00 (V) Verbandsliga Niedersachsen-W 7de - 2000-01 (V) Verbandsliga Niedersachsen-W 3de - 2001-02 (V) Verbandsliga Niedersachsen-W 3de - 2002-03 (IV) Oberliga Niedersachsen/Bremen 12de |